# Allennes-les-Marais
Allennes-les-Marais település Franciaországban, Nord megyében. Lakosainak száma 3549 fő (2022. január 1.). Allennes-les-Marais Wavrin, Don, Annœullin, Carnin, Gondecourt és Herrin községekkel határos.

## Népesség
A település népességének változása:
| Lakosok száma | 3387 | 3413 | 3508 | 3460 | 3458 | 3456 | 3532 | 3567 | 3549 |
|               | 2013 | 2015 | 2016 | 2017 | 2018 | 2019 | 2020 | 2021 | 2022 |